# Michail Suslov

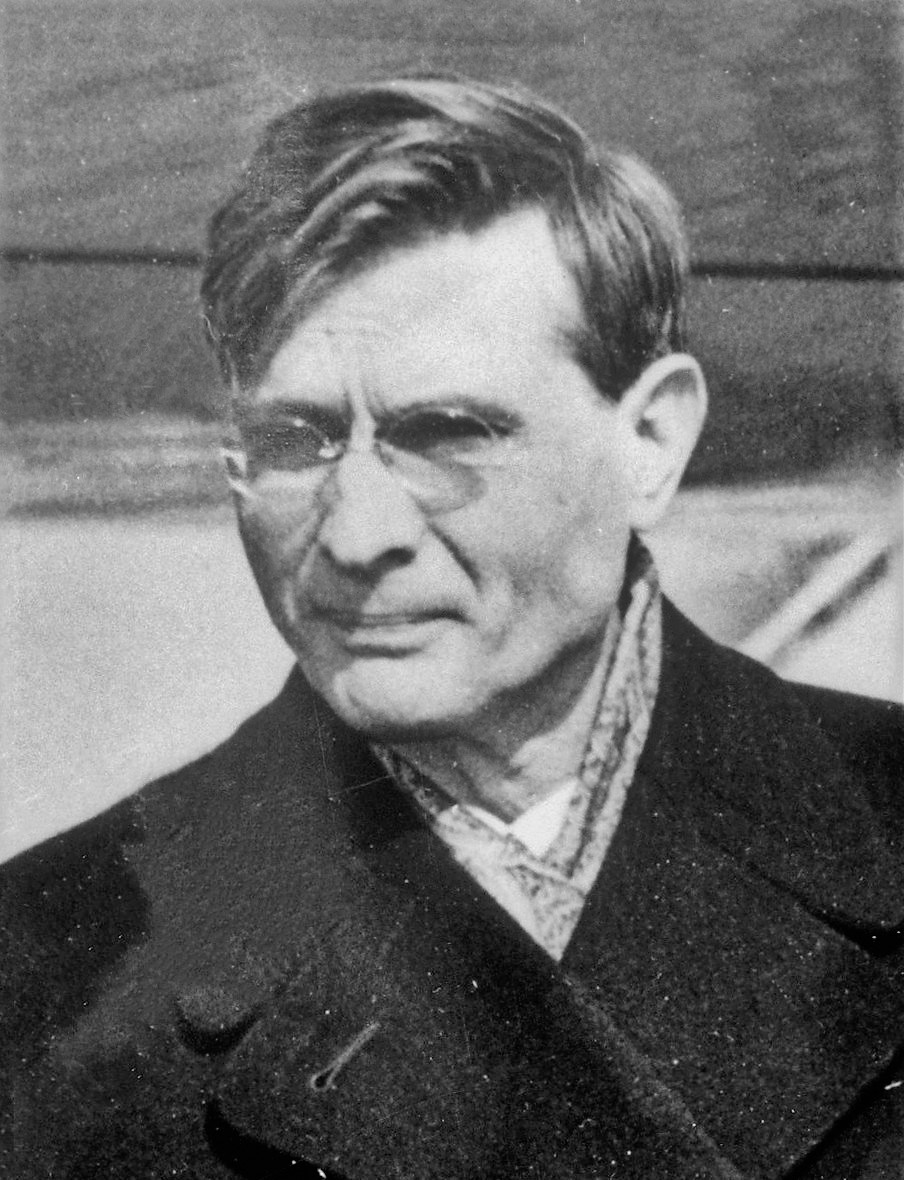
Michail Suslov 1964.

Michail Andrejevitj Suslov (ryska: Михаил Андреевич Суслов), född 21 november (enl. n.s; 8 november enl. g.s.) 1902 i närheten av Simbirsk, död 25 januari 1982 i Moskva, var en sovjetisk statsman och politiker. 

## Biografi
Suslov föddes i en bondefamilj. Under ryska inbördeskriget anslöt han sig till Komsomol, och 1921 blev han medlem i Sovjetunionens kommunistiska parti (SUKP). Han studerade 1924–1928 ekonomi vid Plechanov-institutet i Moskva, och undervisade därefter vid Moskvauniversitetet. 
1931 blev Suslov medlem i SUKP:s kontrollkommission, och verkade under 1930-talet som tjänsteman i Rostov och Stavropol kraj. 1939 blev han invald i SUKP:s centralkommitté. Suslov var under andra världskriget bl.a. verksam som partisanledare i Stavropol, och 1944–1946 en av ledarna i Litauens kommunistiska parti.
Från 1947 till sin död 1982 var Suslov sekreterare i centralkommittén. 1949–1950 var han chefredaktör för Pravda och 1952–1953 samt 1955–1982 satt han som ledamot i politbyrån, partiets högsta organ. Suslovs inflytande ökade efter Nikita Chrusjtjovs maktövertagande, och från cirka 1959 räknades han till en av partiets mest inflytelserika personer. Efter hand blev han dock alltmer kritisk mot den tilltagande maktkoncentrationen kring Chrusjtjov samt flera av dennes politiska ståndpunkter.
Efter att Chrusjtjov avsatts i oktober 1964 bestod det nya ledarskapet i Sovjetunionen av Leonid Brezjnev, Aleksej Kosygin, Nikolaj Podgornyj och Suslov, där han blev känd som SUKP:s chefsideolog och "grå eminens" inom partiet fram till sin död 1982.
Suslov är begravd vid Kremlmuren, och är en av enbart tolv personer som förärats med ett personligt gravmonument där.